# Hypothyris
Genre
Hypothyris est un genre de papillons de la famille des Nymphalidae et de la sous-famille des Danainae, de la tribu des Ithomiini, sous tribu des Napeogenina.

## Historique et  dénomination
- Le genre Hypothyris a été décrit par l'entomologiste allemand Jacob Hübner en 1821 [1]
- L'espèce type pour le genre est Hypothyris ninonia (Hübner, 1806)

### Synonymie
- Dynothea (Reakirt, 1866)[2]
- Mansueta (d'Almeida, 1922)[3]
- Pseudomechanitis (Röber, 1930)[4]
- Garsauritis (d'Almeida, 1938)[5]
- Rhodussa (d'Almeida, 1939)[6]

## Taxinomie
Liste des espèces
- Hypothyris anastasia (Bates, 1862)
- Hypothyris cantobrica (Hewitson, 1876)
- Hypothyris connexa (Hall, 1939)
- Hypothyris daphnis d'Almeida, 1945
- Hypothyris euclea (Godart, 1819)
- Hypothyris fluonia (Hewitson, 1854)
- Hypothyris gemella Fox, 1971
- Hypothyris leprieuri (Feisthamel, 1835)
- Hypothyris lycaste (Fabricius, 1793)
- Hypothyris mamercus (Hewitson, 1869)
- Hypothyris mansuetus (Hewitson, 1860)
- Hypothyris moebiusi (Haensch, 1903)
- Hypothyris ninonia (Hübner, [1806]) Espèce type pour le genre
- Hypothyris semifulva (Salvin, 1869)
- Hypothyris thea (Hewitson, 1852)
- Hypothyris vallonia (Hewitson, 1853)
- Hypothyris xanthostola (Bates, 1862)

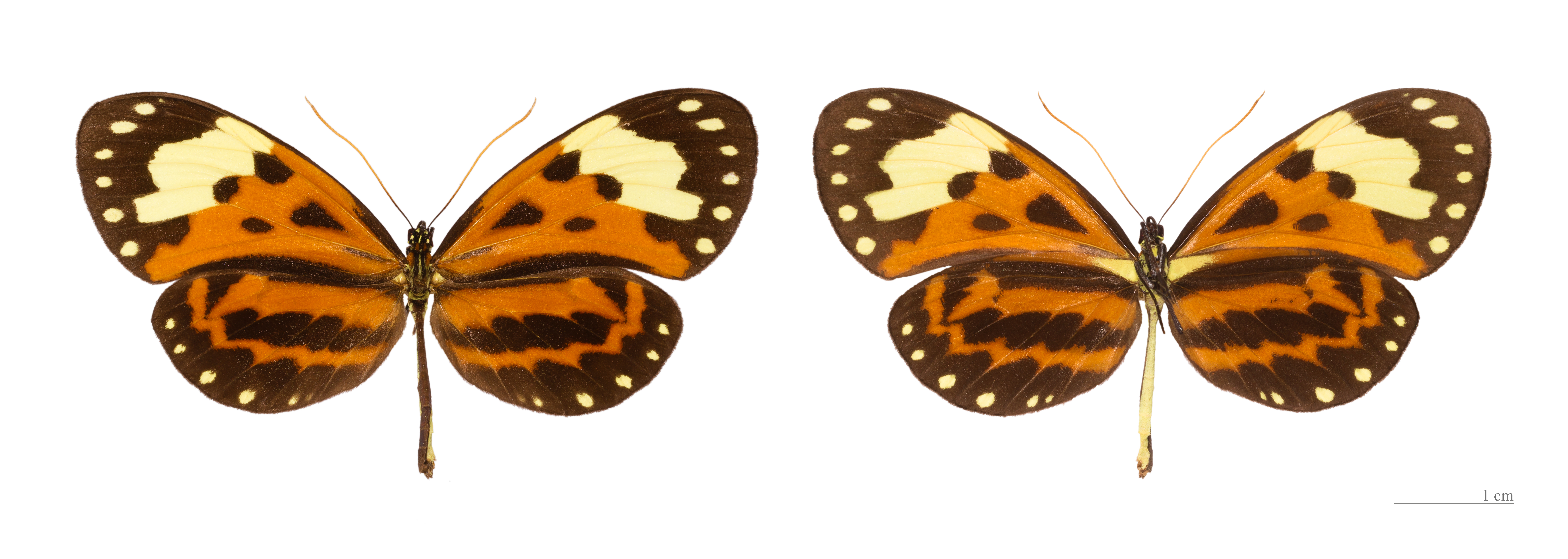
Hypothyris ninonia

## Répartition
Ils résident en Amérique du Sud.